# غلين إيفي
غلين إيفي (بالإنجليزية: Glenn Ivey)‏ هو مسؤول ومحامي أمريكي، ولد في 27 فبراير 1961 في تشيلسي في الولايات المتحدة.